# شبکه صفر
شبکه صفر مجموعه‌ای کمدی انتقادی در زمینه مسائل روز جامعه به کارگردانی و تهیه‌کنندگی حسن خیاط‌باشی بود که در سال ۱۳۵۶ پخش شد.

## داستان
شبکه صفر در برگیرنده یک سری مطالب کوتاه کمدی انتقادی در مورد مسائل روز اجتماع و یکی از برنامه‌های تلویزیونی انتقادی سال ۱۳۵۷ خورشیدی بوده است. 
نام مدیر شبکه صفر  “مهندس بیلی” بوده است (حسن خیاط‌باشی نقش مدیر این شبکه خیالی را بازی می‌کرده است).
احتمالا در دورانی که هر کس مدرک مهندسی داشت، شخصیت برجسته‌ای محسوب می‌گردید این به اصطلاح مهندس بیلی کنایهٔ جالبی به حساب می آمده است.
شبکه خیالی “صفر” برای آنکه بی اثر بودن خود را بیشتر نمایش دهد شمارهٔ صفر را به خود اختصاص داده بود، گویی اصلا به حساب نباید بیاید
نیمی از بهترین گویندگان و بازیگران طنز سالهای دهه ۱۳۶۰ ایران کار خود را با این برنامه آغاز نمودند.

## بازیگران
- حسن خیاط‌باشی در نقش مهندس بیلی
- گوگوش
- منوچهر آذری
- حمید منوچهری
- فرهنگ مهرپرور
- دلارام کشمیری در نقش منشی مهندس بیلی
- فرشته مجدآبادی
- علیرضا جاویدنیا
- محسن یوسف‌بیک

## عوامل تولید
- تهیه‌کننده: حسن خیاط‌باشی
- کارگردان: حسن خیاط‌باشی
- نویسندگان: جمشاد (دکتر جمشید وحیدی)، ابوالقاسم صادقی و صادق عبداللهی
- عکاس : مکابیز میرزایی